# بليونش (بليونش)
بليونش هو دُوَّار يقع بجماعة تغرامت، إقليم الفحص أنجرة، جهة طنجة تطوان الحسيمة في المملكة المغربية. ينتمي الدوّار لمشيخة بليونش التي تضم 4 دواوير. يقدر عدد سكانه بـ 2649 نسمة حسب الإحصاء الرسمي للسكان والسكنى لسنة 2004.

## روابط خارجية
- البوابة الوطنية للجماعات الترابية نسخة محفوظة 12 مارس 2018 على موقع واي باك مشين.
- المندوبية السامية للتخطيط